# Ишейское сельское поселение
Ишейское сельское поселение — упразднённое муниципальное образование в составе Темниковского района Мордовии.
Административный центр — село Ишейки.

## История
Законом от 17 мая 2018 года N 49-З Ишейское сельское поселение и сельсовет были упразднены, а входившие в их состав населённые пункты были включены в состав Тархановского сельского поселения и сельсовета с административным центром в селе Тарханы.

## Населенные пункты
На территории поселения находится 5 населённых пунктов.
| № | Населённый пункт | Тип населённого пункта | Население |
| - | ---------------- | ---------------------- | --------- |
| 1 | Бегишево         | деревня                | ↘17       |
| 2 | Дасаево          | деревня                | ↘53       |
| 3 | Енгуразово       | деревня                | ↘25       |
| 4 | Идеево           | деревня                | ↘2        |
| 5 | Ишейки           | село                   | ↘190      |